# مگان گارنیر
مگان گارنیر (انگلیسی: Megan Guarnier؛ زادهٔ ۴ مهٔ ۱۹۸۵) دوچرخه‌سوار اهل ایالات متحده آمریکا است.
از باشگاه‌هایی که در آن بازی کرده‌است می‌توان به بولز–دولمنز اشاره کرد.